# جائزة فرانتس كافكا

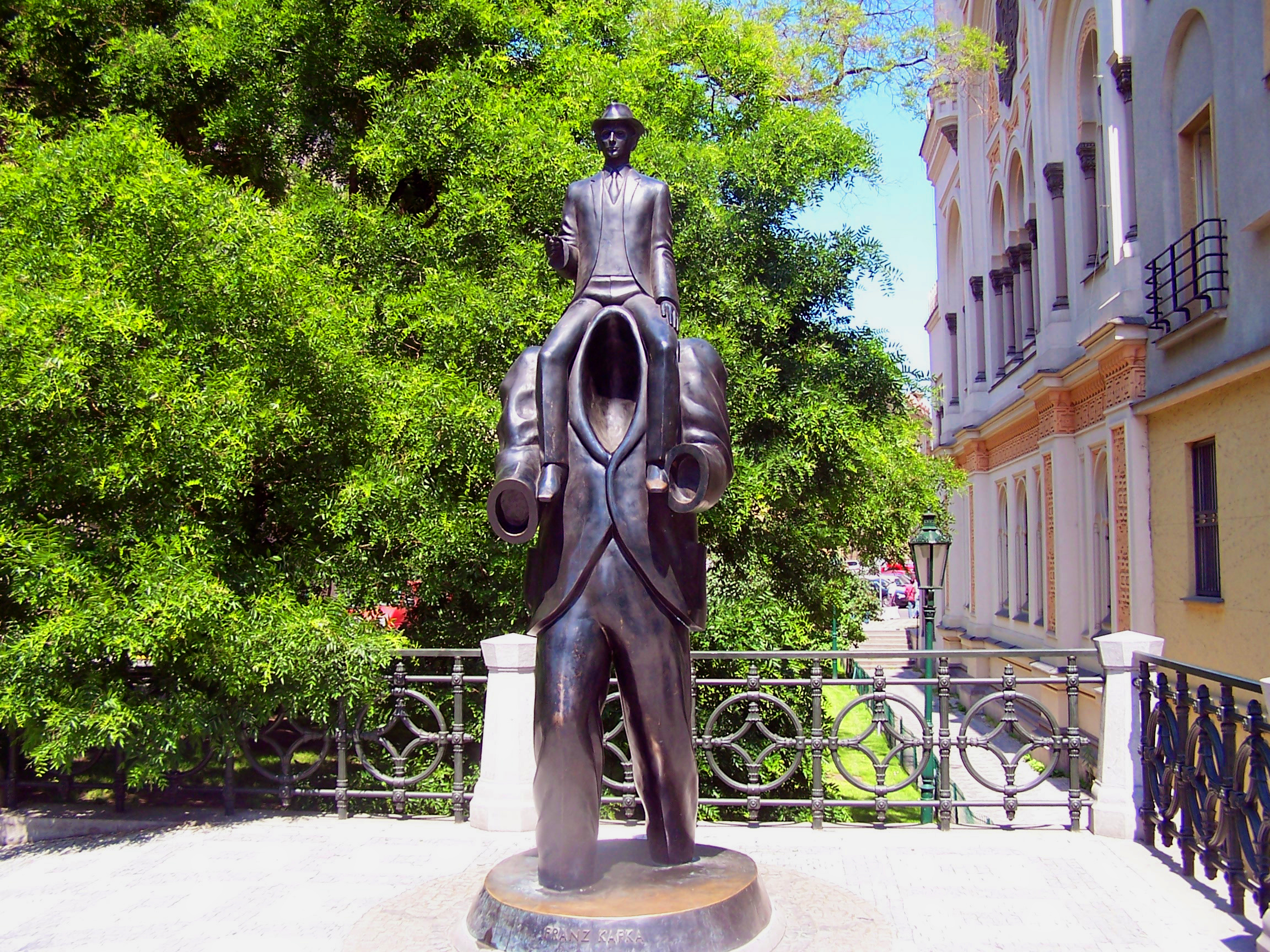
Franz Kafka Monument

جائزة فرانتس كافكا (بالتشيكية: Cena Franze Kafky، وبالإنجليزية: Franz Kafka Prize) هي جائزة أدبية دولية تُمنح تكريمًا لاسم الروائي التشيكي والناطق باللغة الألمانيه فرانتس كافكا. مُنحت الجائزة في دورتها الأولى سنة 2001، وتشترك في رعايتها جمعية فرانتس كافكا ومدينة براغ التشيكية.
تُمنح الجائزة سنويًا في احتفال يقام بقاعة مجلس مدينة براغ القديمة، وتبلغ قيمتها 10 آلاف دولار، إلى جانب شهادة وتمثال برونزي صغير.
زادت شهرة الجائزة ومكانتها في منتصف العقد الأول من القرن الحادي والعشرين، وذلك بعد أن تُوّج اثنان من الحاصلين عليها بجائزة نوبل للأدب في العام ذاته، وهما النمساوية إلفريدي يلينيك (2004) والبريطاني هارولد بنتر (2005).

## الفائزون بالجائزة
هذه قائمة بحائزي الجائزة منذ إنشائها.
| السنة          | الفائز          | الجنسية          | اللغة/اللغات | المراجع       |
| -------------- | --------------- | ---------------- | ------------ | ------------- |
| 2020           | ميلان كونديرا   | جمهورية التشيك   | التشيكية     | [ 6 ]         |
| 2019           | بيير ميكون      | فرنسا            | الفرنسيه     | [ 7 ]         |
| 2018           | إيفان فيرنيش    | جمهورية التشيك   | التشيكية     | [ 8 ]         |
| 2017 ‏          | مارغريت آتوود   | كندا             | الإنجليزية   | [ 9 ]         |
| 2016 ‏          | كلاوديو ماغريس  | إيطاليا          | الإيطالية    | [ 10 ]        |
| 2015 ‏          | إدواردو مندوثا  | إسبانيا          | الإسبانية    | [ 11 ]        |
| 2014 ‏          | يان ليانكه      | الصين            | الصينية      | [ 12 ]        |
| 2013 في أدب ‏   | عاموس عوز       | إسرائيل          | العبرية      | [ 13 ] [ 14 ] |
| 2012 في الأدب ‏ | دانييلا هودروفا | جمهورية التشيك   | التشيكية     | [ 4 ]         |
| 2011 ‏          | جون بانفيل      | أيرلندا          | الإنجليزية   | [ 15 ]        |
| 2010 ‏          | فاتسلاف هافيل   | جمهورية التشيك   | التشيكية     | [ 16 ]        |
| 2009 ‏          | بيتر هاندكه     | النمسا           | الألمانية    |               |
| 2008 ‏          | أرنوشت لوستيك   | جمهورية التشيك   | التشيكية     | [ 17 ]        |
| 2007 ‏          | إيف بونفوا      | فرنسا            | الفرنسية     | [ 18 ]        |
| 2006 ‏          | هاروكي موراكامي | اليابان          | اليابانية    | [ 19 ]        |
| 2005 ‏          | هارولد بنتر     | المملكة المتحدة  | الإنجليزية   |               |
| 2004 ‏          | إلفريدي يلينيك  | النمسا           | ألألمانية    |               |
| 2003           | بيتر ناداس      | المجر            | المجرية      | [ 20 ]        |
| 2002 ‏          | إيفان كليما     | جمهورية التشيك   | التشيكية     | [ 21 ]        |
| 2001 ‏          | فيليب روث       | الولايات المتحدة | الإنجليزية   |               |

## وصلات خارجية
- الموقع الرسمي نسخة محفوظة 13 يناير 2017 على موقع واي باك مشين.